# Euxoa brevistriga
Euxoa brevistriga là một loài bướm đêm trong họ Noctuidae.